# Oscar 2. af Sverige
Oscar 2. (Oscar Fredrik; 21. januar 1829 – 8. december 1907) var konge af Sverige fra 1872 til 1907 og konge af Norge fra 1872 til 1905. Han var den fjerde monark af Huset Bernadotte,
Han var søn af Oscar 1. og bror til Karl 15.. Før han blev konge bar han titlen hertug af Östergötland.

## Regeringstid

### Udenrigspolitik
Oscar 2.s store interesse var udenrigspolitikken. Han beundrede Tyskland og specielt Otto von Bismarck. Han arbejdede for et "germansk, skandinavisk og italiensk forbund", som han mente, at også Storbritannien kunne slutte sig til. Kernen var faren fra øst. Flere og flere svenskere beundrede Tyskland, og dronning Sofia var fra Nassau, så kongefamilien var knyttet til mange tyske fyrstehuse.

### Unionsopløsningen
Oscars største nederlag som konge var unionsopløsningen i 1905. Norge havde i 1814 indgået en personalunion med Sverige med fælles konge og udenrigstjeneste, men for øvrigt med egne institutioner. Selv om de to stater formelt var ligestillede, var Norge tvunget ind i unionen og var den underlegne part. Der havde i hele Oscars regeringstid været brydninger, hvor nordmændene kæmpede for større selvstændighed, og 7. juni 1905 opsagde de unionsaftalen, da Stortinget vedtog, at: foreningen med Sverige under én konge er ophørt som følge af, at kongen har ophørt med at fungere som norsk konge. 
Oscar bar nederlaget med stor værdighed og vandt respekt over hele Europa for at håndtere unionsopløsningen, uden at det førte til krig. Han skal have talt og skrevet norsk flydende. Mens Oscar I besøgte Norge i 11 af sine 15 regeringsår, og Karl 15. i 12 af sine 13 regeringsår, besøgte Oscar 2. Norge hvert eneste regeringsår. Omkring århundredskiftet kom han som regel tre gange årligt, ofte sammen med kronprins Gustav. Oscar 2. passede omhyggeligt på at skelne mellem sine pligter i de respektive lande, men det passer ikke, at han havde to skriveborde på Stockholms slot, et for hvert af sine riger. Men når han tog toget til Kristiania, skiftede han uniform på grænsen og gik over til at tale norsk til sit følge.
Oscar 2. modsatte sig, at nogen prins fra huset Bernadotte kunne vælges som norsk konge efter ham selv, så Norges valg faldt i stedet på den danske prins Carl, der var barnebarn af Oscars bror Karl 15. (4.). Godt 85 år efter Oscar havde frasagt sig Norges trone, kom en af hans efterkommere til at sidde på den, idet Harald 5., der tiltrådte som konge af Norge i januar 1991, på mødrene side var oldebarn af Oscar II.

### Død og begravelse
Kong Oscar 2. døde 78 år gammel den 8. december 1907 på Stockholms Slot i Stockholm efter en regeringstid på lidt over 35 år. Han blev begravet i Bernadotternes gravkapel i Riddarholmskirken, den traditionelle gravkirke for de svenske konger på øen Riddarholmen i Stockholm. Han blev efterfulgt som konge af sin ældste søn, Kronprins Gustav, der besteg tronen som Kong Gustav 5.

## Interesser
Oscar 2. var frimurer[kilde mangler].

## Ægteskab og børn
Oscar 2. blev gift i 1857 med Sophie af Nassau. De fik fire sønner:
| Portræt              | Navn                                                  | Født                 | Død                  | Gift med                                            | Børn |
| Med Sophie af Nassau | Med Sophie af Nassau                                  | Med Sophie af Nassau | Med Sophie af Nassau | Med Sophie af Nassau                                | Med Sophie af Nassau |
| -------------------- | ----------------------------------------------------- | -------------------- | -------------------- | --------------------------------------------------- | --- |
|                      | Gustav 5. Konge af Sverige Oscar Gustaf Adolf         | 16. juni 1858        | 29. oktober 1950     | Victoria Prinsesse af Baden gift 20. september 1881 | - Gustav 6. Adolf, Konge af Sverige - Prins Wilhelm, Hertug af Södermanland - Prins Erik, Hertug af Västmanland           |
|                      | Prins Oscar Hertug af Gotland Oscar Carl August       | 15. november 1859    | 4. oktober 1953      | Ebba Munck af Fulkila gift morg. 15. marts 1888     | - Maria Bernadotte - Carl Bernadotte - Sophia Fleetwood - Elsa Cedergreen - Folke Bernadotte                              |
|                      | Prins Carl Hertug af Västergötland Oscar Carl Wilhelm | 27. februar 1861     | 24. oktober 1951     | Ingeborg Prinsesse af Danmark gift 27. august 1897  | - Margaretha, Prinsesse af Danmark - Märtha, Kronprinsesse af Norge - Astrid, Dronning af Belgien - Prins Carl Bernadotte |
|                      | Prins Eugen Hertug af Närke Eugen Napoleon Nikolaus   | 1. august 1865       | 17. august 1947      |                                                     | |

Oscar 2. er oldefar til Harald 5. af Norge og Albert 2. af Belgien og tipoldefar til Carl 16. Gustav af Sverige og Margrethe 2. af Danmark.

## Hædersbevisninger og ordener
- Danmark: Ridder af Elefantordenen  (1848)
- Norge: Ridder af Den Norske Løve  (1904)
- Storbritannien: Ridder af Hosebåndsordenen  (1881)